# Florence Hunt
Florence Hunt (2 de febrero de 2007) es una actriz británica. Es conocida por su papel de Hyacinth Bridgerton en el drama de época de Netflix Bridgerton (2020–).

## Educación
Hunt tomó clases de actuación en el Television Workshop de Nottingham.

## Carrera
Hunt hizo su debut televisivo interpretando una versión joven del personaje Nimue de Katherine Langford en la serie de fantasía artúrica de Netflix llamada Cursed, que se estrenó en 2020. Más tarde ese mismo año, Hunt comenzó a interpretar a Hyacinth, el octavo y más joven hijo de Bridgerton, en el drama de época Bridgerton, una adaptación de Netflix de las novelas románticas Regency de Julia Quinn. producida por Shondaland. Mientras promocionaba la segunda temporada en 2022, Hunt publicó varios TikToks detrás de escena que se volvieron virales.
Hunt compartió el papel de Vera con Bo Bragason en la adaptación teatral de 2021 de Fuerza mayor en Donmar Warehouse. Aunque las críticas de la obra fueron mixtas, Hunt recibió elogios por su actuación. Tim Walker de The New European escribió: "Sin embargo, los verdaderos honores de actuación son para Florence Hunt y Henry Hunt (la noche que lo vi)", mientras que London Theatre Reviews llamó a Hunt “una joven actriz excepcional". En abril de 2023, se anunció que Hunt haría su debut cinematográfico protagonizando junto a Juliette Binoche, Tom Courtenay y Anna Calder-Marshall en Queen at Sea de Lance Hammer.

## Filmografía
| Año           | Título        | Papel               | Notas           |
| ------------- | ------------- | ------------------- | --------------- |
| 2020          | Maldito       | Nimué (10 años)     | 2 episodios     |
| 2020-presente | Bridgerton    | Hyacinth Bridgerton | Papel principal |
| Por Confirmar | Reina del Mar |                     |                 |

## Premios y nominaciones
| Año  | Premio                                   | Categoría                                            | Trabajo    | Resultado |
| ---- | ---------------------------------------- | ---------------------------------------------------- | ---------- | --------- |
| 2021 | Premios del Sindicato de Actores de Cine | Mejor actuación de un reparto en una serie dramática | Bridgerton | Nominado  |